# Коломбо (прізвище)
Коло́мбо (італ. Colombo) — прізвище італійського походження. Буквально перекладається як «голуб» і часто давалось сиротам.

## Поширеність за країнами
Станом на 2014 рік, 66.9 % від усіх носіїв прізвища мешкали в Італії (частота 1:458), 11.3 % у Бразилії (1:9111), 7.2 % в Аргентині (1:2986), 3.7 % у Сша (1:48838), 3.5 % у Шрі-Ланці (1:2965), 2.0 % у Франції (1:16,850) та 1.1 % у Венесуелі (1:13971).
В Італії найбільша поширеність прізвища спостерігається у регіоні Ломбардії (1:85).

## Персоналії
- Альберто Коломбо:
  - Альберто Коломбо[it] (італ. Alberto Colombo; нар. 1946) — італійський автогонщик.
  - Альберто Коломбо (італ. Alberto Colombo; нар. 1974) — італійський футболіст, що грав на позиції півзахисника.
- Анджело Коломбо (італ. Angelo Colombo; нар. 1961) — італійський футболіст, що грав на позиції півзахисника.
- Андреа Коломбо (італ. Andrea Colombo; нар. 1990) — італійський футбольний арбітр.
- Бартоломе Коломбо (ісп. Bartolomé Colombo; 1916—1989) — аргентинський футболіст, триразовий переможець чемпіонату Південної Америки.
- Вітторіно Коломбо[it] (італ. Vittorino Colombo; 1925—1996) — італійський державний діяч, президент Сенату Італії (1983).
- Джоаккіно Коломбо (італ. Gioacchino Colombo; 1903—1988) — італійський інженер-конструктор автомобільних двигунів.
- Джованні Коломбо (італ. Giovanni Colombo; 1902—1992) — італійський кардинал.
- Джузеппе Коломбо (італ. Giuseppe Colombo; 1836—1921) — італійський державний діяч.
- Еміліо Коломбо (італ. Emilio Colombo; 1920—2013) — італійський політик, член Християнсько-демократичної партії.
- Каролін Коломбо (фр. Caroline Colombo; нар. 1996) — французька біатлоністка, призерка чемпіонатів Європи.
- Клод Коломбо (фр. Claude Colombo; нар. 1960) — французький футбольний арбітр. Арбітр ФІФА з 1995 по 2005 роки.
- Крістіан Габріель Коломбо (ісп. Chrystian Gabriel Colombo; нар. 1952) — аргентинський економіст і політик.
- Лоренцо Коломбо (італ. Lorenzo Colombo; нар. 2002) — італійський футболіст, нападник.
- Режис Коломбо (фр. Régis Colombo; нар. 1969) — швейцарський фотограф і художник.
- Реальдо Коломбо[en] (англ. Realdo Colombo; 1515—1559) — італійський хірург і анатом епохи Відродження.
- Роберто Коломбо (італ. Roberto Colombo; нар. 1975) — італійський футболіст, воротар.
- Сімоне Коломбо (італ. Simone Colombo; нар. 1963) — колишній італійський тенісист.
- Умберто Коломбо (італ. Umberto Colombo; 1933—2021) — італійський футболіст, що грав на позиції півзахисника.
- Феліпе Коломбо (ісп. Felipe Colombo; нар.1983) — аргентинський актор і співак.
- Чарлі Коломбо (англ. Charles Martin Colombo, 1920—1986) — американський футболіст, що грав на позиції півзахисника. Учасник ЧС-1950.